# Matsudaira Iemoto
Matsudaira Iemoto est un nom japonais traditionnel ; le nom de famille (ou le nom d'école), Matsudaira, précède donc le prénom (ou le nom d'artiste).
Matsudaira Iemoto (松平 家元, 1548-19 septembre 1603) est un samouraï de la fin de l'époque Sengoku et du tout début de l'époque d'Edo. Il passe pour être le fils illégitime de Matsudaira Hirotada d'Okazaki et par là le demi-frère de Tokugawa Ieyasu.

## Source de la traduction
- (en) Cet article est partiellement ou en totalité issu de l’article de Wikipédia en anglais intitulé « Matsudaira Iemoto » (voir la liste des auteurs).